# Alwin Schultz
Alwin Schultz (født 6. august 1838 i Muskau, død 10. marts 1909 i München) var en tysk kunst- og kulturhistoriker.
Efter at have virket en tid ved Breslaus Universitet blev Schultz 1882 ordentlig professor i Prag, tog 1903 afsked og levede i München. Hans forfattervirksomhed har for en del været optaget af schlesiske kunststudier: Schlesiens Kunstleben im 13. bis 18. Jahrhundert (1870—72), Schlesiens Kunstdenkmale (1875), Untersuchungen zur Geschichte der schlesischen Maler 1500—1800 (1882) med mere. Endvidere skrev han Über Bau und Einrichtung der Hofburgen (1862), Die Legende von Leben der Jungfrau Maria und ihre Darstellung in der bildenden Kunst des Mittelalters (1878), Das höfische Leben zur Zeit der Minnesänger (2 bind, 1879—80, nyt oplag 1889 ff.), Gerhard Heinrich von Amsterdam (1880), Deutsches Leben im 14. und 15. Jahrhundert (1892) etc. Med meget liv og dygtighed har han
skildret kunstens historie i populære fremstillinger: Kunst und Kunstgeschichte (2 dele 1884, udvidet udgave 1887) og Allgemeine Geschichte der bildenden Kunst (1894).